# Lorenz Theodor Nagel
Lorenz Theodor Nagel (* 28. Februar 1828 in Schwabach; † 13. September 1895 in Hamburg) war ein deutscher Publizist, Journalist und Beamter.

## Leben
Als Sohn eines Studienlehrers und Konrektors geboren, studierte Nagel nach dem Besuch des Nürnberger Gymnasiums Philosophie, dann Rechtswissenschaften in Erlangen, Leipzig und München. Während seines Studiums in Erlangen wurde er 1845 Mitglied der Burschenschaft der Bubenreuther und war 1846 Gründer der politisch radikal-demokratischen Burschenschaft Concordia (Die Grauen). 1846 wurde er Mitglied der Burschenschaft Markomannia Leipzig, mit denen er während der Märzrevolution 1848/49 auf den Barrikaden von Leipzig und Dresden unter anderem gemeinsam mit Johannes von Miquel und Wilhelm Wehrenpfennig für die Demokratie kämpfte. In München absolvierte er 1850 sein erstes juristisches Staatsexamen und war dann bis 1852 Rechtspraktikant am Landgericht Nürnberg. 1852 folgte sein zweites Staatsexamen.
Von 1853 bis 1854 war er in Nördlingen und Ansbach als Rechtskonzipient in Anwaltskanzleien tätig. In Braunschweig war er von 1854 bis zu ihrem Verbot 1855 Redakteur der systemkritischen Zeitschrift Blätter der Zeit. Von 1856 bis 1859 arbeitete er als Rechtskonzipient in Wiesbaden bei einem Hofgerichtsprokurator. 1860 wurde Nagel Sekretär von Karl Brater und stand in Beziehung zu Rudolf von Bennigsen und dem Deutschen Nationalverein. 1861 ging er nach Frankfurt am Main, dann 1862 nach Neuwied und 1863 nach Bonn, wo er Studien zur Theologie und Philosophie betrieb. In Frankfurt wurde er Redakteur der Süddeutschen Zeitung. Die preußische Regierung verhinderte seine Bemühungen um Habilitation an der Universität Jena und die dortige Arbeit als Privatdozent.
1864 wurde er Sekretär beim Sechsunddreißigerausschuss. Von 1865 bis 1867 war er Geschäftsführer und Ausschussmitglied des Deutschen Nationalvereins. Er wurde Chefredakteur von dessen Wochenblatt. 1867 zog er nach Bockenheim bei Frankfurt, lebte bis 1869 in Dettenheim bei Aschaffenburg, zog nach Neuwied und später nach Berlin, wo er bis 1876 lebte.
Nachdem sich im Laufe der Zeit seine Einstellung zu Preußen zum Positiven gewandelt hatte, wurde er 1871 Herausgeber und Redakteur der Berliner Wochenschrift Concordia, Zeitschrift für die Arbeiterfrage. Nachdem die Zeitschrift 1876 eingestellt worden war, ging er für mehrere Jahre in die Schweiz, wo er in Hinrichsbad (Kanton Appenzell) lebte. 1879 ging er nach Hamburg und arbeitete als Redakteur beim Hamburgischen Correspondenten. Von 1881 bis 1895 war er Sekretär der Hamburger Gewerbekammer, ab 1882 auch der Aufsichtsbehörde für die Innungen. 1890 machte ihn der Hamburger Senat zum Staatskommissar der Hanseatischen Versicherungsanstalt für die Invaliditäts- und Altersversicherung.

## Veröffentlichungen
- Der christliche Glaube und die menschliche Freiheit. 2. Auflage, Gotha 1881.